# Lowellville
Lowellville – wieś w USA, w hrabstwie Mahoning, w stanie Ohio. Według danych z 2000 roku wieś miała 1281 mieszkańców.

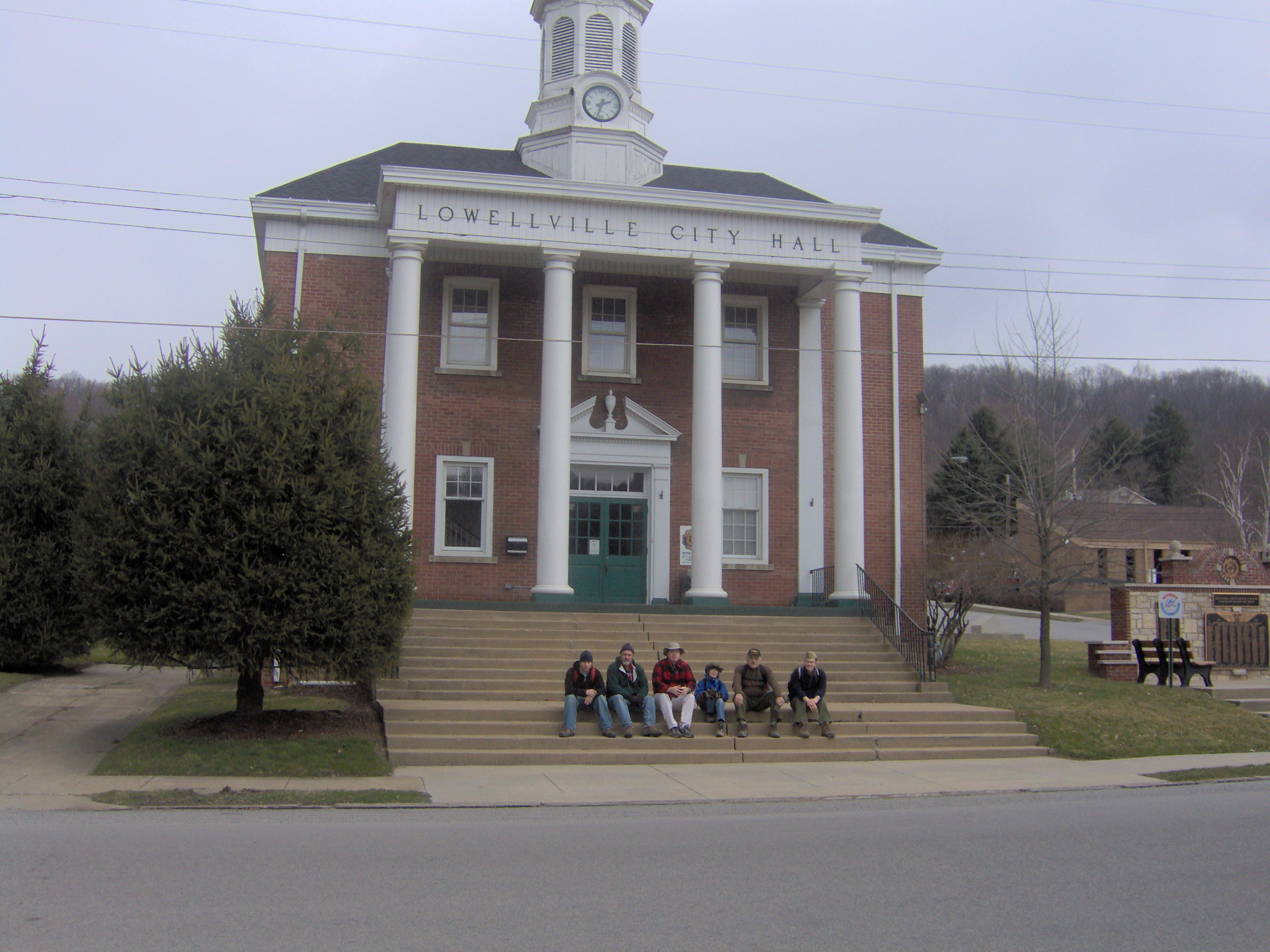
Ratusz w Lowellville